# Tysvær
Tysvær este o comună din provincia Rogaland, Norvegia.
Se află cu cel mai înalt punct în Lammanuten[*], la 631. Are o suprafață de 425,48 km². Populația este de 11.405 locuitori, determinată în 1 ianuarie 2023, prin Folkeregisteret[*].